# Qualitätsdarstellung stationäre Pflege
Die Qualitätsdarstellung stationäre Pflege ist ein Qualitätsbewertungssystem, das 2019 in Deutschland für die stationäre Langzeitpflege eingeführt wurde. Es setzt sich aus drei Teilen zusammen: strukturelle Informationen und interne Qualitätsprüfung seitens der Pflegeeinrichtung und externe Qualitätsprüfung durch den Medizinischen Dienst oder den Prüfdienst der privaten Krankenversicherungen. Die Qualitätsdarstellung ersetzt die bisherigen Pflegenoten für stationäre Pflegeeinrichtungen.

## Hintergrund
Das Pflege-Weiterentwicklungsgesetz sah ab 2008 regelmäßige Qualitätsprüfungen von Pflegeeinrichtungen vor, deren Ergebnisse in Transparenzberichten als sogenannte Pflegenoten veröffentlicht wurden. Verbraucher sollten sich damit über die Qualität der Pflegeeinrichtungen informieren und die Bewertung als Entscheidungsgrundlage für die Auswahl eines Pflegeanbieters nutzen. Doch erhielten fast alle Einrichtungen sehr gute Gesamtnoten, so dass die Qualität nicht unterscheidbar war.  Deshalb geriet das Bewertungssystem zunehmend in Kritik, so dass eine andere Form entwickelt werden sollte. 
Mit dem Zweiten Pflegestärkungsgesetz wurden 2016 die Anforderungen an eine neue Qualitätsdarstellung konkretisiert. Das Bewertungssystem beruht nun auf der Qualitätsdarstellungsvereinbarung für die stationäre Pflege (QDVS) vom 19. März 2019, zuletzt geändert am 14. Februar 2023.

## Qualitätserfassung, Auswertung und Veröffentlichung

### Qualitätserfassung durch die Pflegeeinrichtung
Die Pflegeeinrichtung erfasst ihre strukturellen Einrichtungsinformationen: allgemeine Informationen über die Einrichtung und ihr Angebot, beispielsweise Angaben zum Personal, Räumlichkeiten und Ausstattung. Die Angaben sind freiwillig.
Außerdem erfasst die Einrichtung selbst zweimal pro Jahr mittels einer internen Prüfung die Qualität ihrer Pflegeleistungen anhand vorgegebener bundesweit einheitlicher Qualitätskriterien, sogenannte Ergebnisindikatoren. Dabei handelt es sich um Kennzahlen, die die Qualität widerspiegeln sollen, wie oft z. B. Druckgeschwüre bei Bewohnern der Einrichtung entstehen. 
Insgesamt werden zehn Ergebnisindikatoren erfasst und an eine zentrale Datenauswertungsstelle (DAS) übermittelt. Betreiber der Datenauswertungsstelle ist das AQUA-Institut in Göttingen.

### Qualitätserfassung durch externe Prüfdienste
Die Externe Qualitätsprüfung wird durch den Medizinischen Dienst oder den Prüfdienst der privaten Krankenversicherungen durchgeführt. Diese Prüfung umfasst Bereiche wie Körperpflege, Essen und Trinken sowie Wundversorgung. Außerdem findet eine Plausibilitätskontrolle der vorher von der Einrichtung erfassten Indikatorendaten statt, die der Prüfdienst von der DAS erhalten hat. 

### Auswertung und Veröffentlichung
Die Ergebnisse der Einrichtung werden von der zentralen Datenauswertungsstelle (DAS) in Relation zu den Gesamtergebnissen auf Bundesebene gesetzt und können dann mit dem Durchschnitt aller vollstationären Pflegeeinrichtungen für den jeweiligen Indikator verglichen werden. Die DAS übermittelt die Indikatorenergebnisse den Pflegeeinrichtungen für das interne Qualitätsmanagement und den Prüfinstitutionen für die externe Qualitätsprüfung.
In der Datenclearingstelle (DCS) Pflege laufen die Indikatorenergebnisse der Pflegeeinrichtungen, die über die DAS bereitgestellt werden, die zusätzlichen Einrichtungsinformationen und die Ergebnisse der externen Prüfung zusammen. Nachdem die Landesverbände 
der Pflegekassen die Daten geprüft haben, werden sie durch die DCS an die Pflegekassen übermittelt. Die Qualitätsergebnisse werden anschließend bundesweit über die Webportale der gesetzlichen Kranken- und Pflegekassen veröffentlicht. Die Pflegeeinrichtungen ihrerseits sind verpflichtet, die Qualitätsergebnisse an gut sichtbarer Stelle auszuhängen.